# V for Vendetta (film)
V for Vendetta is een Amerikaanse speelfilm uit 2005. De film speelt zich af in het Londen van de nabije toekomst en is een dystopie.
De film is geregisseerd door James McTeigue en geproduceerd door Joel Silver en de Wachowski's, die ook het scenario voor de film schreven. De première van de film in de Verenigde Staten was op 17 maart 2006; in Nederland op 30 maart 2006. De wereldpremière was al op 13 februari 2006 tijdens het Internationaal filmfestival van Berlijn.
De première van de film zou eerst op 5 november 2005 zijn (één dag voor de vierhonderdste verjaardag van Guy Fawkes Night), maar dat werd later uitgesteld. Men dacht eerst dat dat werd gedaan in verband met de terroristische aanslagen in Londen, maar later bleek dat het was om de filmmakers de tijd te geven om de film af te maken.
De film is gebaseerd op de gelijknamige stripreeks van Alan Moore en David Lloyd, uitgegeven door DC/Vertigo. Sommige delen uit de strip zitten niet in de film en ook hebben de makers een paar verwijzingen naar recente politieke gebeurtenissen in de film opgenomen. 

## Verhaal
De film gaat over V, een geheimzinnige man met een Guy Fawkes-masker. Hij is een vrijheidsstrijder. De film begint dan ook met Guy Fawkes die probeert het Palace of Westminster op te blazen en met de tekst uit een lied van het Buskruitverraad. De hele film blijft V anoniem, iemand van het volk, zonder zelf als persoon bekend te zijn.
In de nabije toekomst wordt Groot-Brittannië geregeerd door een totalitaire regering onder leiding van de fascistisch Norsefire-partij. Evey Hammond is een jonge vrouw die werkzaam is bij het door de staat gerunde Britse Television Network en wordt van een poging tot verkrachting door de leden van de geheime politie gered door een persoon met een Guy Fawkes-masker die zich voorstelt als "V". Hij leidt haar naar een dak om de vernietiging van Old Bailey te zien. Norsefire probeert het incident als zogenaamde gecontroleerde sloop goed te praten, omdat het gebouw niet langer structureel gezond was, maar de volgende dag neemt V de staatstelevisie over en meldt dat het een leugen was. Hij dringt er bij de mensen van Groot-Brittannië op aan om zich te verzetten tegen het onderdrukkende regime en hem over precies een jaar, op 5 november (Guy Fawkes Night), te ontmoeten buiten het parlementsgebouw waarvan hij belooft het te zullen vernietigen. Evey helpt V te ontsnappen, maar ze raakt buiten bewustzijn.
V brengt Evey naar zijn schuilplaats, waar hij haar vertelt dat ze ondergedoken moet blijven voor haar eigen veiligheid. Nadat ze verneemt dat V overheidsfunctionarissen doodt, ontsnapt ze naar het huis van een van haar meerderen, Gordon Dietrich. Dietrich heeft een comedy tv-show en op een avond maakt hij grappen over de overheid. De geheime politie valt binnen bij Dietrich en arresteert hem en Evey. Ze wordt eenzaam opgesloten en dagenlang gemarteld om informatie over V te verkrijgen. Ze vindt troost in de notities die schijnbaar enige jaren geleden geschreven zijn door een andere gevangene, een actrice met de naam Valerie Page, die gearresteerd werd omdat zij een lesbienne was. Ten slotte wordt Evey verteld dat ze meteen wordt geëxecuteerd tenzij zij de locatie van V onthult. Een uitgeputte maar uitgedaagde Evey zegt dat ze liever sterft, en wordt vrijgelaten. Evey ontdekt dat ze al die tijd in het hol van V was en dat haar gevangenisstraf door hem geënsceneerd was om haar te bevrijden van haar angsten. De notities waren echt, maar aan V doorgegeven toen hij op dezelfde manier gevangen zat. Hoewel Evey V aanvankelijk haat voor wat hij haar aandeed, beseft ze dat ze zich nu sterker voelt en vrij van geest is. Ze verlaat hem met een belofte om terug te keren vóór 5 november.
Inspecteur Finch, het hoofd van de politie bij Scotland Yard, ontdekt in de loop van zijn onderzoek hoe Norsefire aan de macht kwam en hij komt achter het bestaan van V. Veertien jaar eerder waren de Verenigde Staten ingestort als slachtoffer van hun eigen per ongeluk ontketende biologische wapen. Groot-Brittannië leed onder de daaruit voortvloeiende chaos. Norsefire leidde een reactionaire poging de orde te herstellen en vaak verdwenen hierbij "vijanden van de staat". Het land was verdeeld over het verlies van de vrijheid totdat een terroristische biologische aanval, gericht op een school, een waterzuiveringsinstallatie en een metrostation veel mensen doodde. De angst die door deze aanvallen ontstond maakte het voor Norsefire mogelijk de volgende verkiezingen te winnen en alle oppositie het zwijgen op te leggen, en veranderde Groot-Brittannië in een totalitaire staat onder de Hoge Kanselier Adam Sutler. Een remedie voor het virus werd ontdekt door een farmaceutisch bedrijf met banden met Norsefire.
Finch begint zich te realiseren dat Sutler en zijn hoofd beveiliging Peter Creedy de ramp zelf op touw hebben gezet om aan de macht te komen. Het virus was ontwikkeld met dodelijke experimenten op "mensen met afwijkend sociaal gedrag" en politieke dissidenten in een detentiecentrum in Larkhill. In tegenstelling tot de rest van de gevangenen kreeg V meer capaciteiten. Toen het centrum werd verwoest, ontsnapte hij.
Wanneer 5 november nadert veroorzaken diverse acties van V chaos in Groot-Brittannië en onder de bevolking groeit meer vijandigheid tegenover Norsefire. Hij stuurt minstens 100.000 Guy Fawkes-maskers naar de mensen. Aan de vooravond van 5 november bezoekt Evey V, zoals ze beloofd had. Hij laat haar een trein zien die hij heeft gevuld met explosieven in de verlaten Londense metro om het Parlement te vernietigen. Hij laat het aan Evey over het te gebruiken, omdat hij vindt dat hij niet geschikt is om de beslissing zelf te nemen.
V vertrekt vervolgens om Creedy te ontmoeten. Creedy kwam onder toenemende kritiek te staan van Sutler door zijn onvermogen om V gevangen te nemen. Uit angst voor zijn leven stemt hij ermee in Sutler naar V te brengen, in ruil voor de uitlevering van V. Creedy doodt Sutler voor de ogen van V, maar V weigert zich over te geven en wordt meerdere malen door Creedy's handlangers beschoten. V overleeft het, deels door zijn verborgen borstpantser, en doodt Creedy en zijn mannen. Dodelijk gewond bereikt V Evey om haar te bedanken, en sterft in haar armen.
Ze plaatst zijn lichaam in de trein en wordt daar door Finch gevonden. Finch heeft veel geleerd over de corruptie van het Norsefire-regime en laat Evey de trein op weg sturen. Duizenden Londenaren marcheren, terwijl ze Guy Fawkes-maskers dragen, anoniem en ongewapend naar het Parlement om het evenement te bekijken. Omdat Sutler en Creedy dood zijn, zijn ze niet in staat om orders te geven aan de militairen die op straat recht tegenover de burgerlijke opstand staan. Iedereen ziet hoe het parlement vernietigd wordt, waarmee V een Vikingbegrafenis krijgt. Het volk loopt vervolgens dwars door de grote groep van militairen heen, waarmee het totalitaire regime en ook de film eindigt.

## Rolverdeling

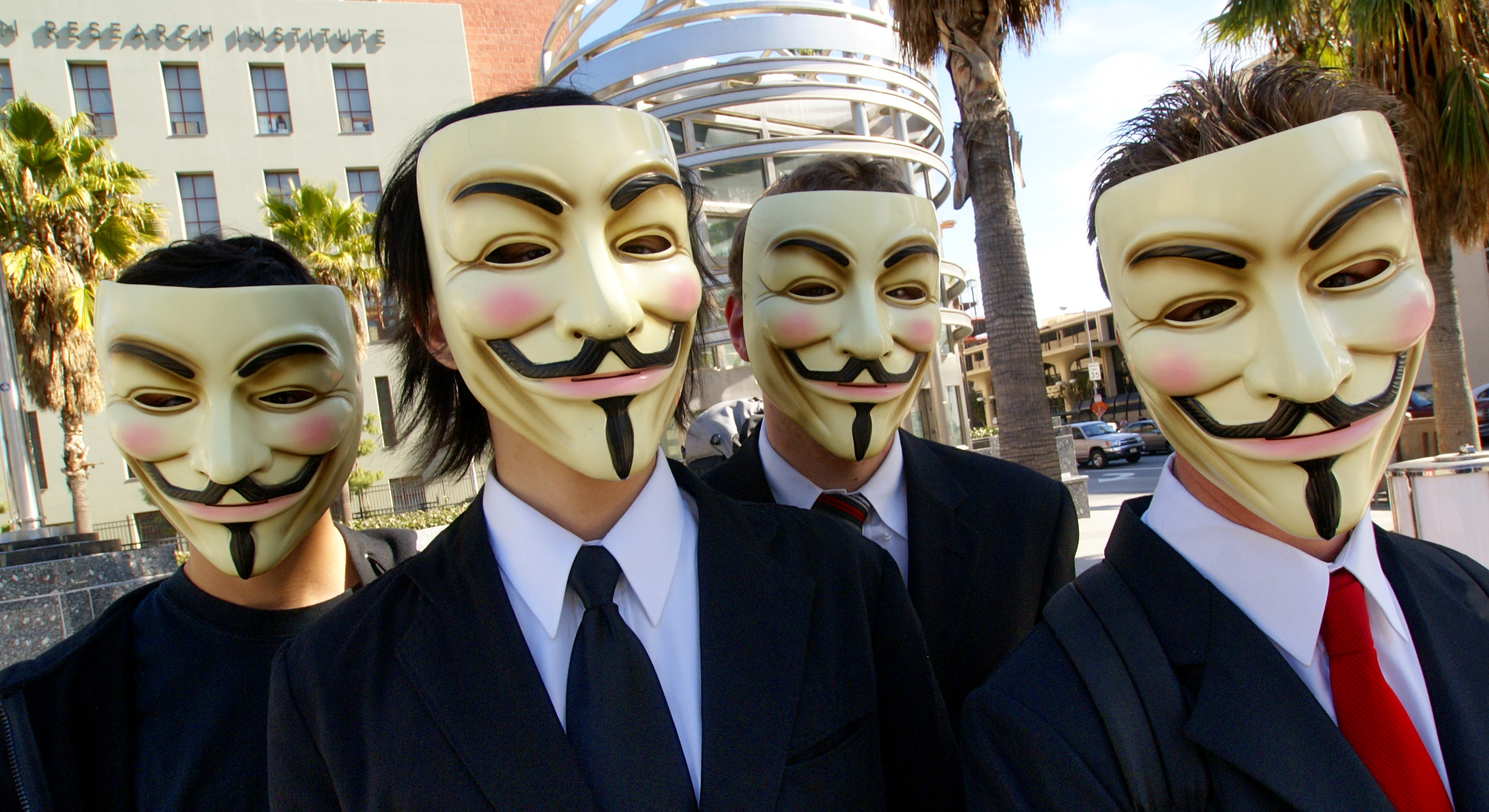
Personen die publiekelijk als Anonymous verschijnen, waarbij ze de Guy Fawkesmaskers dragen die gepopulariseerd werden door het boek en de film V for Vendetta, Los Angeles, februari 2008

| Acteur           | Personage             |
| ---------------- | --------------------- |
| Natalie Portman  | Evey Hammond          |
| Hugo Weaving     | V                     |
| Stephen Rea      | hoofdinspecteur Finch |
| Stephen Fry      | Gordon Deitrich       |
| John Hurt        | kanselier Adam Sutler |
| Tim Pigott-Smith | Creedy                |
| Rupert Graves    | Dominic               |
| Roger Allam      | Lewis Prothero        |
| Ben Miles        | Dascombe              |

## Achtergrond

### Locaties
Een van de belangrijke locaties in deze film is de stad Londen. Omdat de film zich afspeelt in de nabije toekomst is de stedelijke agglomeratie van de stad Londen weinig veranderd.
Een andere belangrijke locatie is de woonplaats van V. Het is ondergronds gelegen omdat hij ondergedoken is voor de regering die hem uit de weg wil ruimen. Zijn huis hangt vol met kunstvoorwerpen die verboden zijn door de regering. Hij heeft een aantal van deze kunstwerken weggenomen van het Departement van Verboden Objecten. Hij vindt dat deze kunst niet aan het Departement toebehoort. Hij vindt dus ook niet dat hij ze heeft gestolen.
Verder is er Larkhill, een strafkamp waar medische experimenten werden uitgevoerd op de gevangenen. Het is afgelegen, zodat niemand de dokters en de soldaten op de vingers kan kijken. V heeft in Larkhill gezeten: hij is de enige overlevende van de experimenten. Hij ontsnapte na een grote brand.
De oude metrotunnels spelen een heel grote rol in de film. De metrotunnels zijn door de regering afgesloten omdat ze kwetsbaar zijn voor terroristische aanslagen. V wil ze gebruiken om het parlement op te blazen. Finch heeft het plan van V door maar zijn superieuren geloven hem niet. Verder worden Creedy en Sutler in de tunnel vermoord door V en uiteindelijk sterft ook V in een metrostation.

### Kleurgebruik
De hele film heeft een grijze waas. Enkele kleuren springen eruit, zoals het witte masker van V, de oranje jurk van Evey en het rood van de rozen.

### Evolutie van de personages
De twee belangrijkste personages zijn uiteraard V en Evey. De evolutie van het personage van V is enkel af te leiden uit de flashback die je als kijker in de loop van de film te zien krijgt. Om, voor de kijker, onbekende reden is hij in Larkhill terechtgekomen waar er verschillende gevaarlijke producten op hem zijn uitgetest. Hierdoor kreeg hij als enige proefpersoon een onmenselijke kracht en reactievermogen. Op een gegeven moment moet er een enorme brand uitgebroken zijn waardoor hij ontzettend verminkt raakte. Hij vlucht en verblijft jaren in zijn schuilplaats, The Shadow Gallery, waar hij zijn plannen vervaardigt om het regime te doen vallen. Gedurende het verloop van de film, het ‘heden’, evolueert hij niet veel meer.
Hij ziet natuurlijk wel zijn plan beetje bij beetje vorderen en ontmoet Evey, die een belangrijke factor in zijn bestaan wordt. Hij zorgt voor haar, geeft om haar. Het is ook duidelijk dat zijn verleden onuitwisbare tekens heeft achtergelaten op hem.
Aanvankelijk is Evey een doodgewoon meisje, dat wel haar eigen ideeën over het heersende regime heeft, maar niet de moed om, zoals haar ouders, in actie te komen. Zij evolueert duidelijk in een persoon die weet wie ze is en geen angst meer voor het regime heeft. Haar eerste opmerkelijke ontmoeting met V laat al zijn tekenen op haar achter. Tijdens haar eerste verblijf bij hem leert zij een beetje over zichzelf. Maar zij staat nog niet volledig achter V en zijn plannen, zoals te zien is wanneer hij haar hulp nodig heeft bij de moord op de bisschop. Zij wil hem wel redden, voelt zich onzeker. Maar tijdens haar verblijf in het zogenaamde strafkamp verandert zij onomkeerbaar. Zij wordt een heel sterke vrouw, die weet waarvoor ze handelt.

### Symbolische laag
V for Vendetta was oorspronkelijk een striproman. De Wachowski's hebben het verhaal vertaald naar een scenario. Zowel de strip als de film hebben een duidelijke boodschap: iedereen heeft recht op vrijheid. Niemand heeft het recht om je die te ontnemen, ook regeringen niet. Macht aan het volk! Maar om van deze vrijheid te genieten moet het volk wel zijn verantwoordelijkheden nemen. De film laat een Verenigd Koninkrijk in de nabije toekomst zien, waarin totalitarisme en fascisme hoogtij vieren. Maar hoe heeft het zover kunnen komen? Het volk heeft zich tijdens een periode van chaos op één sterke man gericht, om later - wanneer alles weer in orde is - tot de conclusie te komen dat het zijn vrijheid kwijt is. Ondertussen is het totalitaire regime echter zo sterk geworteld dat het volk te bang is om iets te ondernemen. V schudt zijn volk wakker en toont hen dat ze wel iets kunnen veranderen. Zoals V zegt in de film:
“People shouldn’t be afraid of their government, the government should be afraid of its people.” 
De film heeft een duidelijke antifascistische ondertoon: fascisme leidt tot racisme en de beperking van de vrije meningsuiting. Een goed voorbeeld hiervan is Deitrich: die heeft onder zijn huis een geheime kelder, gevuld met verboden kunstvoorwerpen als God save the queen, een kalligrafische koran en homo-erotische foto’s. Wanneer de Fingermen deze kelder ontdekken, wordt hij zonder pardon geëxecuteerd.
De film verwijst ook naar het heden: zo spreekt men tijdens een tv-programma op BTN van de USA... Ulcered Sphincter of Ass-erica. In dit programma zegt men dat de grote ramp de schuld is van de VS en hun oorlog tegen het terrorisme. In de film worden beelden getoond van terroristische aanslagen die in het verleden van de film gebeurd zijn. Zo zijn er beelden van een aanslag in een metrostation. Deze beelden zijn extra pijnlijk omdat deze scènes gefilmd zijn voor de echte aanslagen in Londen.